# Guébling
Guébling là một xã trong vùng Grand Est, thuộc tỉnh Moselle, quận Château-Salins, tổng Dieuze. Tọa độ địa lý của xã là 48° 51' vĩ độ bắc, 06° 44' kinh độ đông. Guébling nằm trên độ cao trung bình là 220 mét trên mực nước biển, có điểm thấp nhất là 216 mét và điểm cao nhất là 333 mét. Xã có diện tích 6,86 km², dân số vào thời điểm 1999 là 145 người; mật độ dân số là 21 người/km².

## Thông tin nhân khẩu
| 1962 | 1968 | 1975 | 1982 | 1990 | 1999 |
| ---- | ---- | ---- | ---- | ---- | ---- |
| 210  | 215  | 214  | 164  | 155  | 145  |